# Концентрический замок

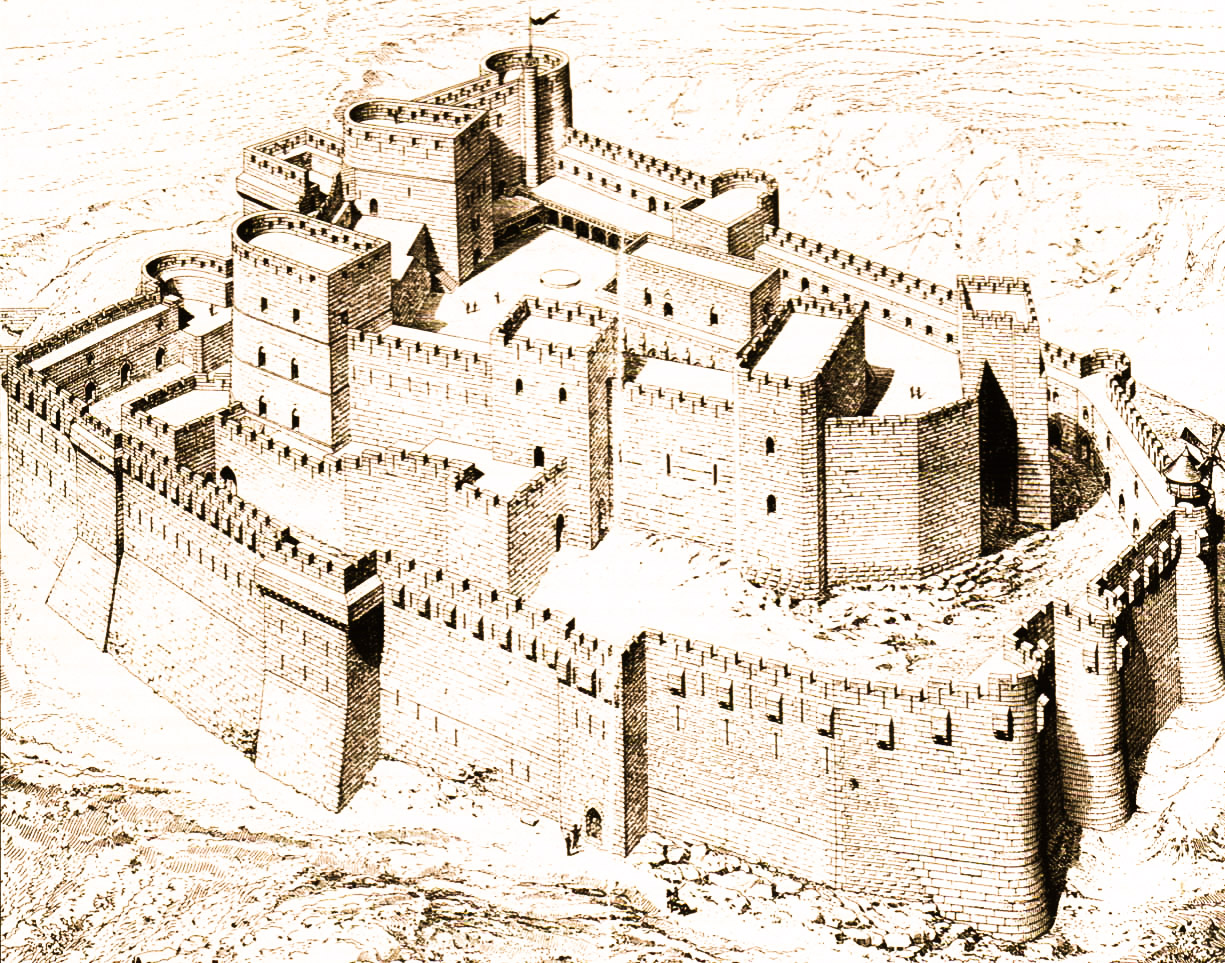
Концентрический замок Крак-де-Шевалье

Концентрический замок - замок, имевший два или более кольца стен. Внешняя стена отличается более легкой конструкцией и находится на расстоянии 15 метров  от внутренней. Уровень куртины внешней линии делали низким, чтобы в случае её прорыва противник оказывался перед более мощной внутренней стеной, под усиленным огнём со стен и башен.
Идея планировки концентрических замков была позаимствована европейцами у восточных строителей во время Крестового похода. Первые образцы концентрических замков были возведены крестоносцами в Сирии.